# Virginiagran
Virginiagran (Abies fraseri) är ett barrträd i ädelgransläktet, med ett naturligt utbredningsområde i östra USA:s berg. Det är nära besläktat med balsamgranen (Abies balsamea), till vilken den vid något tillfälle behandlats som en underart (som A. balsamea subsp. fraseri (Pursh) E.Murray) eller varietet (som A. balsamea var. fraseri (Pursh) Spach).
Arten förekommer i delstaterna Tennessee, North Carolina och Virginia. Den hittas på Appalacherna mellan 1200 och 20250 meter över havet. Virginiagran bildar grupper där inga andra träd ingår eller den växer i skogar med Picea rubens, pappersbjörk, Tsuga caroliniana, gulbjörk, Sorbus americana, sockerlönn och Fraxinus caroliniana. Den låga växtligheten utgörs vanligen av ljungväxter och mossor som husmossa.
På bergstopparna är arten utsatt för vind och bränder. Flera exemplar skadas av den introducerade insekten Adelges piceae som registrerades 1957 för första gången i regionen. Året 1980 fanns endast en liten population kvar som inte drabbades av insekten. I regioner där virginiagran försvinner upptas samma plats av Picea rubens och björkar. IUCN listar arten som starkt hotad (EN).

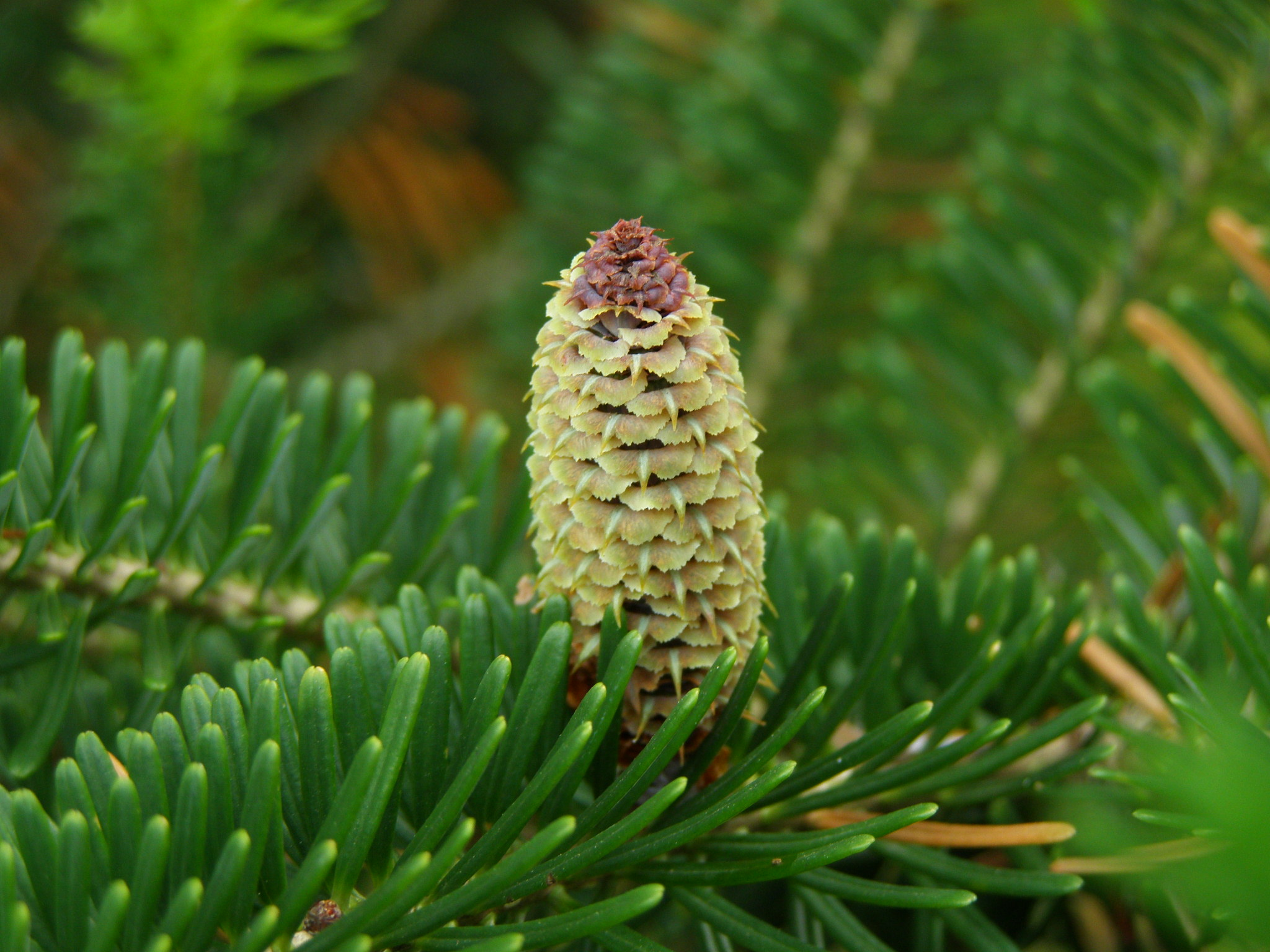
Kotte på virginiagran